# Cees Mudde
Cees Mudde (Renswoude, 20 januari 1959) is een Nederlands kunstschilder, illustrator en schrijver op het gebied van kunst.

## Levensloop
Mudde begon zijn carrière in de fotografie en koos definitief voor de kunst na het winnen van onder andere de eerste prijs op een grote teken- en schilderwedstrijd.
In de jaren tachtig werd zijn werk vooral gekenmerkt door (vrije) surrealistische onderwerpen en portretten in olieverf of pastel, waarbij hij zich verdiepte in de betreffende technieken en materialen.
Hij werd opgemerkt door verschillende producenten op teken- en schildergebied, waaronder Winsor & Newton, Berrol, Faber-Castell en Daler-Rowney. Voor deze merken werkte hij als kunstenaar en creatief & vaktechnisch adviseur.
In de jaren negentig tot 2005 bestond zijn werk vooral uit figuratieve en realistische tekeningen en schilderijen die hij veelal in opdracht maakte. Hij gebruikte hiervoor verschillende technieken, maar bovenal kleurpotlood/pastel en olieverf. Verder publiceerde hij vaktechnische artikelen, columns en een achttal boekjes over verschillende teken- en schildertechnieken, waarvan er 40.000 exemplaren zijn verkocht (stand 2012).
Hierna hield hij zich vijf jaar summier bezig met de kunst en vervolgde daarna zijn loopbaan zonder zich nog door één bepaalde stijl te laten vangen. In deze periode kenmerkt zijn werk figuratieve elementen die soms afgewisseld worden door abstracte elementen. In zijn werk combineert hij verder impressionistische toetsen en gedetailleerde gepenseelde partijen. Zijn stijl kan het best omschreven worden als het fusionisme, ofwel de samensmelting van verschillende stijlen en technieken waardoor een eigen beeld ontstaat. Het door hem gecreëerde beeld zet zich vaak voort in de handgemaakte kunstzinnige lijsten die veelal onlosmakelijk met het schilderij verbonden zijn.

## Prijzen
- 1986 - Eerste prijs 'onbekend talent' ('t Spant, Bussum)[bron?]
- 1987 - zilveren/publieksprijs Stars-trofee (Bussum)[bron?]

## Exposities
- 1985 - Art Gallery, Bussum
- 1985 - Kunstenaarsmanifestatie, Apeldoorn
- 1987 - Jaarbeurs, Utrecht
- 1988 - Overzichtstentoonstelling 't Spant, Bussum
- Dec. 2010 t/m jan. 2011 - Van Hoeksche Waard(e), galerie Beelden bij Beljon, Oud-Beijerland
- 2011 - Deo voLENTE, bibliotheek Oud-Beijerland
- 2011 - In ronde vaart, nationaal landschapscentrum Numansdorp
- 2011/2012 - Oud-Beijerland, schilderijenland, gemeentehuis Oud-Beijerland
- 2012 - Het leven is als een schilderij (overzichtstentoonstelling), Godelinde, Bussum
- 2012/2013 - Over-brugging (van de Hoeksche Waard), Oude Raadhuis, Oud-Beijerland
- 2013 - In het kader van de Hoeksche Waard, Rien Poortvliet Museum, Tiengemeten
- 2013 - Om- en naBeijerlanden, Natuurbezoekerscentrum Klein Profijt, Oud-Beijerland
- 2013 - Dier-en-manieren (overzichtstentoonstelling van eind jaren tachtig tot heden), nationaal landschapscentrum Numansdorp
- 2013 - HWL 40 jaar! 40 keer Hoeksche waar, Cultureel Centrum De Drie Lelies, Puttershoek
- 2013 - Strijen en contreien, Museum Strijen